# Pedro José Joaquim Vito de Meneses Coutinho
D. Pedro José Joaquim Vito de Meneses Coutinho, sexto marquês de Marialva e oitavo conde de Cantanhede (c. 1775 — Paris, 22 de novembro de 1823) foi um nobre e militar português. Serviu como conselheiro de Estado e estribeiro-mor de Dom João VI.

## Biografia
Filho do 5.° Marquês de Marialva, Pedro entrou para o exército como cadete em outubro de 1786, no mesmo Regimento de Cavalaria de Alcântara, no qual seu pai foi coronel (1777-1796). Depois, ele foi nomeado ajudante-de-ordens do Duque de Lafões, enquanto que seu pai tornou-se o Ajudante General do Exército.  
Em 1801, Pedro foi promovido a coronel e a comandante do regimento de cavalaria de Mecklemburgo, preparando o exército português para a Guerra das Laranjas. 
Tendo participado na junta que reformou os artigos de guerra do tempo do Conde de Lippe, e que formavam o Código Penal militar, Pedro foi, em setembro de 1802, nomeado diretor do Arquivo Militar para a conservação das cartas militares, geográficas e marítimas, função que manteve até à chegada do exército francês de ocupação, comandado por Junot. Ele fez parte da delegação enviada a França por Junot pra cumprimentar Napoleão, sofrendo por isso as vicissitudes por que esta passou.
Em 1814, Marialva, como embaixador extraordinário, foi encarregado de cumprimentar Luís XVIII, quando esse regressou a França. Manteve-se como embaixador em Paris, tendo também negociado o casamento da arquiduquesa Maria Leopoldina da Áustria com o príncipe D. Pedro, depois Pedro I do Brasil. 
O Marquês de Marialva morreu na capital parisiense quando regressava ao seu posto de embaixador, solteiro e sem filhos. As más línguas daquele tempo dizem que ele era amante de Carlota Joaquina, junto com João dos Santos, um rapaz que trabalhava como jardineiro no palácio da Quinta do Ramalhão, um dos dois sendo acusado ser o pai de sangue do Rei D. Miguel I de Portugal.

## Representações na cultura
- "O Quinto dos Infernos" (2002) — Direção: Wolf Maya; Elenco: Marcos Pasquim, Betty Lago, Bruna Lombardi, José Wilker, André Mattos, entre outros. Ilustra a saga da família real portuguesa um pouco antes e depois da vinda de Carlota Joaquina (Betty Lago) e D. João (André Mattos) para o Brasil, bem como a vida do filho de ambos, d. Pedro (Marcos Pasquim). Marialva foi interpretado por Heitor Martinez, quando jovem, e José Wilker, na época da Transferência da corte portuguesa para o Brasil.